# Old Folks at Home

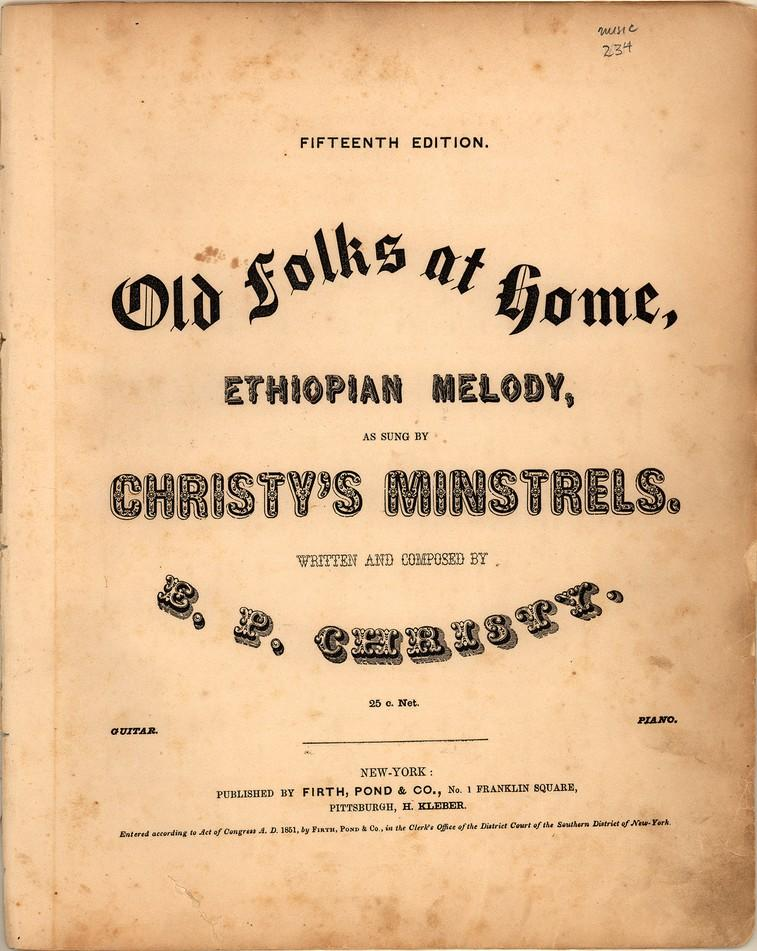
Old Folks at Home, Werbeplakat für die Christy's Minstrels aus dem Jahre 1851

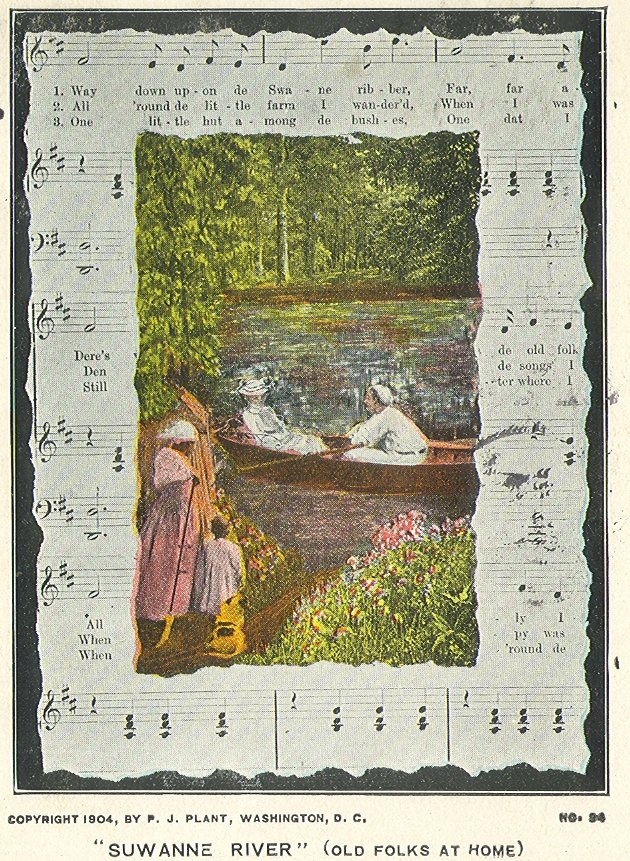
Suwannee-River-Postkarte aus dem Jahre 1904

Old Folks at Home, auch nach der ersten Zeile als (Way Down Upon the) Swanee River, ist ein 1851 entstandenes Lied des US-amerikanischen Komponisten Stephen Foster, das erstmals von der New Yorker Theatergruppe Christy’s Minstrels vorgetragen wurde. Der Name von Edwin Pearce Christy, dem Leiter dieser Theatergruppe, erscheint auf den ersten Drucken als Komponist des Liedes: Edwin Christy bezahlte Stephen Foster dafür, dass er als Komponist des Liedes in Erscheinung treten wollte. Obwohl Stephen Foster diese Entscheidung später bereute, machte er die Vereinbarung nicht rückgängig. Seit 1935 ist Old Folks at Home Staatslied des US-Bundesstaates Florida. Es sollte im Laufe des Jahres 2008 durch ein neues Lied abgelöst werden, wurde jedoch mit leicht abgeändertem Text beibehalten.
Der Legende nach hatte Foster den größten Teil des Liedes bereits geschrieben, tat sich aber schwer, einen zu dem Liedtext passenden Flussnamen zu finden. Er bat seinen Bruder, einen vorzuschlagen, dem als erstes Yazoo River einfiel, der durch Mississippi verläuft. Obwohl Yazoo River perfekt zu der Melodie passte, verwarf Stephen Foster diese Idee. Der zweite Vorschlag war der durch South und North Carolina fließende Pee Dee River, den Stephen Foster jedoch ebenso wenig für geeignet hielt. Fosters Bruder zog dann einen Atlas zu Rate und rief dann aus: Suwannee, den Vorschlag, den Foster annahm. Beim Niederschreiben unterlief ihm allerdings ein Schreibfehler, und der Fluss wurde als Swanee wiedergegeben.
Stephen Foster hat den Suwannee River selbst nie gesehen. Die Popularität des Liedes sorgte jedoch dafür, dass die Ufer dieses Flusses regelmäßig von Touristen aufgesucht wurden. Das Lied wurde sehr schnell populär. Die Popularität des Liedes lässt sich beispielsweise daran messen, dass die US-amerikanische Sklavereigegnerin Harriet Tubman sich auf den im Lied beschriebenen Jungen (boy of Swanee River) bezieht, um ihr Heimweh zu beschreiben, das sie empfand, als ihr Besitzer sie an andere Plantagen verlieh.

## Liedtext
Erste Strophe
Way down upon de Swanee river,
Far, far away,
Dere's wha my heart is turning ever,
Dere's wha de old folks stay.
All up and down de whole creation
Sadly I roam,
Still longing for de old plantation
And for de old folks at home.
Chorus
All de world am sad and dreary,
Ebry where I roam,
Oh! darkies how my heart grows weary,
Far from de old folks at home.
Zweite Strophe
All round de little farm I wandered
When I was young,
Den many happy days I squandered,
Many de songs I sung.
When I was playing wid my brudder
Happy was I
Oh! take me to my kind old mudder,
Dere let me live and die.
Chorus
Dritte Strophe
One little hut amond de bushes,
One dat I love,
Still sadly to my mem'ry rushes,
No matter where I rove
When will I see de bees a humming
All round de comb?
When will I hear de banjo tumming
Down in my good old home?
Chorus

## Veröffentlichung
Von dem Song existieren zahlreiche Veröffentlichungen. So nahm Bing Crosby den Song 1946 für den Film Mississippi auf. 1963 textete Brian Wilson für die Girlgroup The Honeys einen abgeänderten Text auf die Surfversion des Titels. Kenny Ball (1962) und Hugh Laurie (2011) veröffentlichten jeweils Swing-Varianten des Lieds.